# Desmacella peachi
Desmacella peachi är en svampdjursart som beskrevs av sensu Ferrer-Hernandez 1914. Desmacella peachi ingår i släktet Desmacella och familjen Desmacellidae. Inga underarter finns listade i Catalogue of Life.